# Już zmrok
Już zmrok è l'album di debutto della cantante polacca Patty, pubblicato il 15 ottobre 2013 su etichetta discografica Konkol Music e distribuito dalla Parlophone.

## Tracce
1. (Zabiłeś tę miłość) Nie ma nas – 3:23
2. Dość mam kłamstw – 3:23
3. Mów co chcesz – 3:15
4. Dajesz nadzieję – 3:12
5. Już zmrok – 3:52
6. Słuchaj serca – 3:02
7. Pokonamy – 3:11
8. Krzyk – 3:33
9. To mój plan – 2:28
10. Zufaj mi – 4:43
11. (Zabiłeś tę miłość) Nie ma nas (Adam Kamiński Remix) – 3:15
12. (Zabiłeś tę miłość) Nie ma nas (Official Country Studio Orion Remix) – 3:08
13. Dość mam kłamstw (Extended Remix) – 4:51